# ヤマウツボ属
ヤマウツボ属（ヤマウツボぞく、学名：Lathraea 、和名漢字表記：山靫属）はハマウツボ科の属の一つ。
従来の新エングラー体系、クロンキスト体系では、ゴマノハグサ目ゴマノハグサ科に含められた。

## 特徴
葉緑素がない寄生植物。ブナ科、カバノキ科、ヤナギ科などの樹木の根に寄生する。地下茎は地中をはって分枝し、鱗片状で多肉質の葉に包まれる。地下茎から地上に花茎が直立し、多数の花がつき、花茎の基部にやや大型の鱗片葉がつく。短い花柄の基部に苞があり、腋に1個の花がつく。萼は鐘形で4裂し、花冠は筒状で先端は唇形となる。上唇はかぶと状で2裂し、下唇は上唇の半分以下の長さで3裂する。雄蕊は4個あり、下側の2個がやや長い。子房は2室あり、各室に2個の胚珠があり、花柱は1個で細長い。果実は蒴果で萼に包まれた倒卵形になり、中に1-2個ある種子はやや球形で小さい。

## 分布
ヨーロッパ、アジアに約7種知られる。日本にはヤマウツボが分布する。

## 主な種
- Lathraea clandestina L. - ヨーロッパに分布する[4]。
- ヤマウツボ Lathraea japonica Miq. - 日本に分布する[1]。
- Lathraea rhodopea Dingler
- Lathraea squamaria L. - ヨーロッパ、アジアに分布する[5]。

## ギャラリー
- Lathraea clandestina
- Lathraea japonica
ヤマウツボ
- Lathraea rhodopea
- Lathraea squamaria